# Franz Swoboda
Franz Swoboda (Vienna, 15 febbraio 1933 – 27 luglio 2017) è stato un calciatore austriaco, di ruolo difensore.

## Palmarès

### Club

#### Competizioni nazionali
- Campionato austriaco: 4

Austria Vienna: 1952-1953, 1960-1961, 1961-1962, 1962-1963
- Coppa d'Austria: 3

Austria Vienna: 1959-1960, 1961-1962, 1962-1963